# Pete Docter
Pete Docter (* 9. října 1968) je americký režisér, animátor a scenárista. Známým se stal díky filmu Příšerky s.r.o., jeho následující snímek Vzhůru do oblak získal Oscara za nejlepší animovaný film roku a Zlatý glóbus za nejlepší animovaný film a hudbu.

## Filmografie – výběr
- Toy Story: Příběh hraček (1995) – námět, animace
- Toy Story 2: Příběh hraček (1999) – námět
- Příšerky s.r.o. (2001) – režie, námět
- Mikeovo nové auto (2002) – režie, námět
- VALL-I (2008) – námět
- Vzhůru do oblak (2009) – režie, námět
- Univerzita pro příšerky (2013) – scénář
- V hlavě (2015) – režie, námět